# کتاب کوچه
کتاب کوچه عنوان فرهنگ‌نامه‌ای است به کوشش احمد شاملو شاعر و نویسنده معاصر ایرانی و آیدا سرکیسیان، همسرش، که در چندین جلد به عنوان دائرةالمعارف فرهنگ عامیانه مردم ایران تدوین شده‌است. این کتاب هنوز کامل نشده و چاپ مجلدات آن به پایان نرسیده است.
چند دهه از عمر احمد شاملو صرف گردآوری و تدوین این کتاب گردید و چهارده جلد از آن در زمان حیات وی به چاپ رسید. بعد از شاملو، سرپرستی این مجموعه بر عهدهٔ همسرش آیدا سرکیسیان قرار گرفت و سیاوش شاملو فرزند احمد شاملو در یک مصاحبه در سال ۱۳۸۵ گفته بود که شاهد ادامهٔ چاپ کتاب کوچه خواهیم بود.

## مجلدات چاپ شده
1. کتاب کوچه، انتشارات مازیار، (دفتر اول آ)، (۱۳۵۷) و (۱۳۷۸)
2. کتاب کوچه، انتشارات مازیار، (دفتر دوم آ)، (۱۳۵۸) و (۱۳۵۹)
3. کتاب کوچه، انتشارات مازیار، (دفتر سوم آ)، (۱۳۵۹) و (۱۳۶۰)
4. کتاب کوچه، انتشارات مازیار، (دفتر اول الف)، (۱۳۶۱)، چاپ پنجم (۱۳۸۸)
5. کتاب کوچه، انتشارات مازیار، (دفتر دوم الف)، (۱۳۶۲)، چاپ پنجم (۱۳۸۹)
6. کتاب کوچه، انتشارات مازیار، (دفتر سوم الف)، (۱۳۶۲)
7. کتاب کوچه، انتشارات مازیار، (دفتر چهارم الف)، (۱۳۷۲)
8. کتاب کوچه، انتشارات مازیار، (دفتر پنجم الف)، (۱۳۷۵)
9. کتاب کوچه، انتشارات مازیار، (دفتر اول ب)، (۱۳۷۷)، چاپ چهارم (۱۳۸۷)
10. کتاب کوچه، انتشارات مازیار، (دفتر دوم ب)، (۱۳۷۷)، چاپ چهارم (۱۳۸۸)
11. کتاب کوچه، انتشارات مازیار، (دفتر سوم ب)، (۱۳۷۷)
12. کتاب کوچه، انتشارات مازیار، (دفتر اول پ)، (۱۳۷۸)، چاپ سوم (۱۳۸۵)
13. کتاب کوچه، انتشارات مازیار، (دفتر دوم پ)، (۱۳۷۸)، چاپ سوم (۱۳۸۷)
14. کتاب کوچه، انتشارات مازیار، (دفتر اول ت)، (۱۳۷۹)، چاپ سوم (۱۳۸۷)
15. کتاب کوچه، انتشارات مازیار، (دفتر دوم ت و اضافات)، (۱۳۸۰)، چاپ سوم (۱۳۸۷)

## مجلدات و چاپهای دیگر
- قصه‌های کتاب کوچه، جلد اول در سوئد، انتشارات آرش، (۱۳۷۱)
- کتاب کوچه (حرف آ در یک جلد)، انتشارات مازیار، (۱۳۷۷)
- کتاب کوچه (حرف آ در یک مجلد)، انتشارات مازیار، (۱۳۷۸)
- کتاب کوچه (حرف الف جلد اول)، انتشارات مازیار، (۱۳۷۸)
- کتاب کوچه (حرف الف جلد دوم)، انتشارات مازیار، (۱۳۷۸)
- قصه‌های کتاب کوچه، چاپ اول، انتشارات مازیار، (۱۳۸۰)